# Байокко

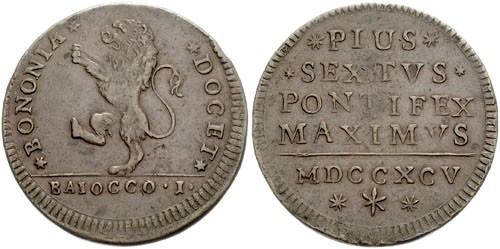
Байокко 1795 года Папы Пия VI

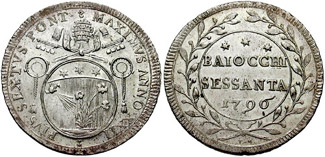
60 байокко 1796 г.

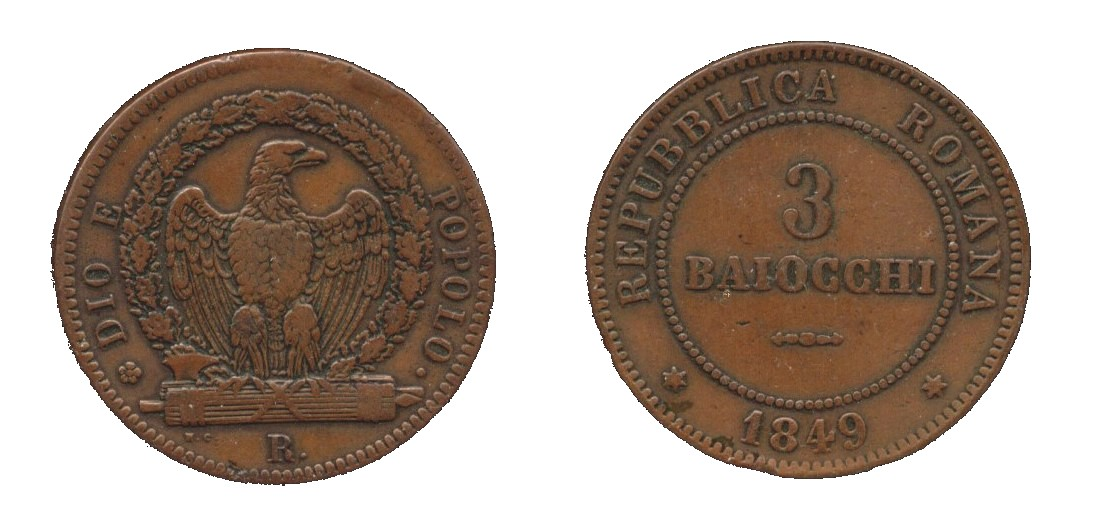
3 байокко Римской республики 1849 г.

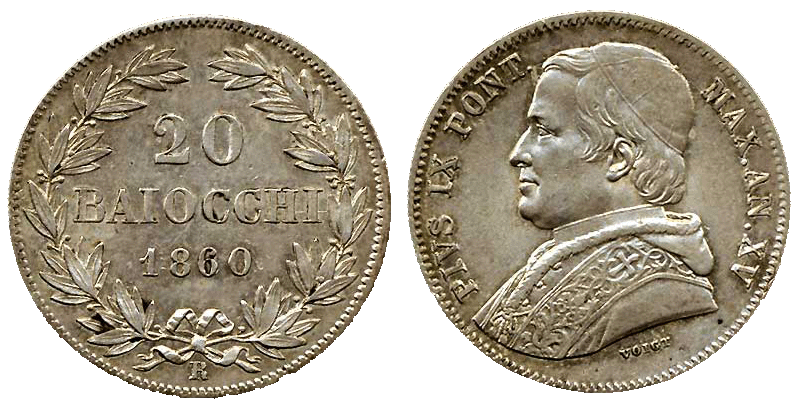
20 байокко Папы Пия IX 1860 г.

Байокко (итал. Baiocco) — итальянская разменная монета, выпускавшаяся с XV до XIX века.
Начиная с XV века монета чеканилась различными итальянскими государствами, но наибольшее распространение получила в Папском государстве.
Точное происхождение слова неизвестно, но по одной из версий оно могло произойти от названия французского города Байё (фр. Bayeux).
Изначально байокко делилось на 12 денариев и чеканилось в подражание гроссо Болоньи (болоньино). Впоследствии из-за порчи монеты проба и размер байокко постоянно уменьшались, и к середине XVI века вес монеты составлял всего 0,25 грамма. К этому времени монеты пренебрежительно называли байокетто или байокелла (итал. baiocchetto, baiocchella).
Денежная система в Папском государстве с XVI до начала XIX века:
- 5 каттрино = 1 байокко;
- 5 байокко = 1 гроссо;
- 6 гроссо = 4 карлино = 3 джулио = 3 паоли = 1 тестон;
- 14 карлино = 1 пиастр;
- 100 байокко = 1 скудо[4].

С введением папского скудо байокко стал основной разменной монетой, в 1 папском скудо содержалось 100 байокко. В конце XVIII века в обращении находились медные монеты достоинством в ½, 1, 2, 2½ и 5 байокко, а также биллонные монеты достоинством в 1, 4, 8, 12, 25 и 50 байокко.
В 1835 году в обращение был введён новый набор монет и убраны из обращения все номиналы монет кроме кваттрино, байокко и скудо. Теперь чеканились медные монеты достоинством в 1 кваттрино, а также в ½ и 1 байокко, серебряные монеты достоинством в 5, 10, 20, 30 и 50 байокко и в 1 скудо, а также золотые монеты достоинством в 2½, 5 и 10 скудо. Возникшая в 1849 году Римская республика чеканила медные монеты достоинством в ½, 1 и 3 байокко, а также серебряные монеты достоинством в 4, 8, 16 и 40 байокко. После реставрации папской власти были введены в обращение медные монеты достоинством в 2 и 5 байокко.
В 1866 году Папская область, как и остальная Италия, присоединилась к Латинскому валютному союзу. Основной денежной единицей вместо скудо стала папская лира, разменной монетой вместо байокко стал чентезимо.

## В культуре
Монеты оставили заметный след в языке и культуре Италии, в некоторых городах бывшей Папской области разменные монеты до сих пор называют байокко. В разговорной речи присутствует оборот «senza un baiocco», что буквально соответствует русскому «без единого гроша».